# مسجدلو (غرمي)
مسجدلو (بالإنجليزية: Masjedlu, Germi)‏ هي منطقة سكنية تقع في قسم انغوت الغربي الريفي في إيران. يقدر عدد سكانها بـ 22 نسمة .